# Riksingen
Riksingen is een dorp in de Belgische provincie Limburg en een deelgemeente van Tongeren-Borgloon, het was een zelfstandige gemeente tot aan de gemeentelijke herindeling van 1972.
De parochie maakt net zoals Overrepen, Neerrepen, Henis, Berg en 's Herenelderen deel uit van de parochiefederatie Tongeren-Noord.

## Etymologie
De (Germaanse) naam verwijst naar de woonplaats (ingen, inga, heem) van de lieden van ene Rikiso. Deze naam werd voor het eerst vermeld in 1205, als Rixinges.

## Geschiedenis
Het gebied waar het huidige Riksingen ligt werd in de Romeinse tijd intensief bewoond, getuige de gevonden overblijfselen van Romeinse gebouwen, tumuli, graven en een centuratio. Dit komt mede omdat de heerbaan van Tongeren naar Bilzen en verder noordwaarts.
Riksingen behoorde in de feodale tijd tot de stadsvrijheid van Tongeren. De kapel, gewijd aan Sint-Gertrudis, was een kwartkerk van de Onze-Lieve-Vrouweparochie te Tongeren, waarvan het kapittel de patronaatsrechten en de tiendrechten bezat. Pas in 1839 werd Riksingen een zelfstandige parochie.
In 1796 werd Riksingen een zelfstandige gemeente, die in 1972 opgenomen werd in de fusiegemeente Tongeren. Bij een verdere herindeling in 1977 werd het dorp Vrijhern, dat tot dan toe bij Riksingen behoorde, overgeheveld naar de nieuw gevormde fusiegemeente Hoeselt.
In 2007 werd langs de Sint Geertruistraat een verkaveling uitgebouwd met als naam Aen't Hasselbos (refererend aan het aanpalende natuurgebied Hasselbos, bekend om zijn dassenpopulatie). Hierin vormen zich met een nieuwe straat: de Hasselbosstraat met een totaal van 28 nieuwe woningen.

## Demografische ontwikkeling
- Bronnen:NIS, Opm:1831 tot en met 1970=volkstellingen

## Bezienswaardigheden
- De Sint-Gertrudiskerk, bekend om zijn wijdingssteen die dateert uit het jaar 1036 en welke in de toren is ingemetseld. Deze kerk werd gebouwd in 1856 en is in 1948 vergroot door toevoeging van een transept en een koor onder leiding van architect Pierre Ulrix. In de westertoren werden silexblokken gerecycleerd van haar vroeg-gotische voorganger, alsook materiaal van Romeinse bouwwerken.

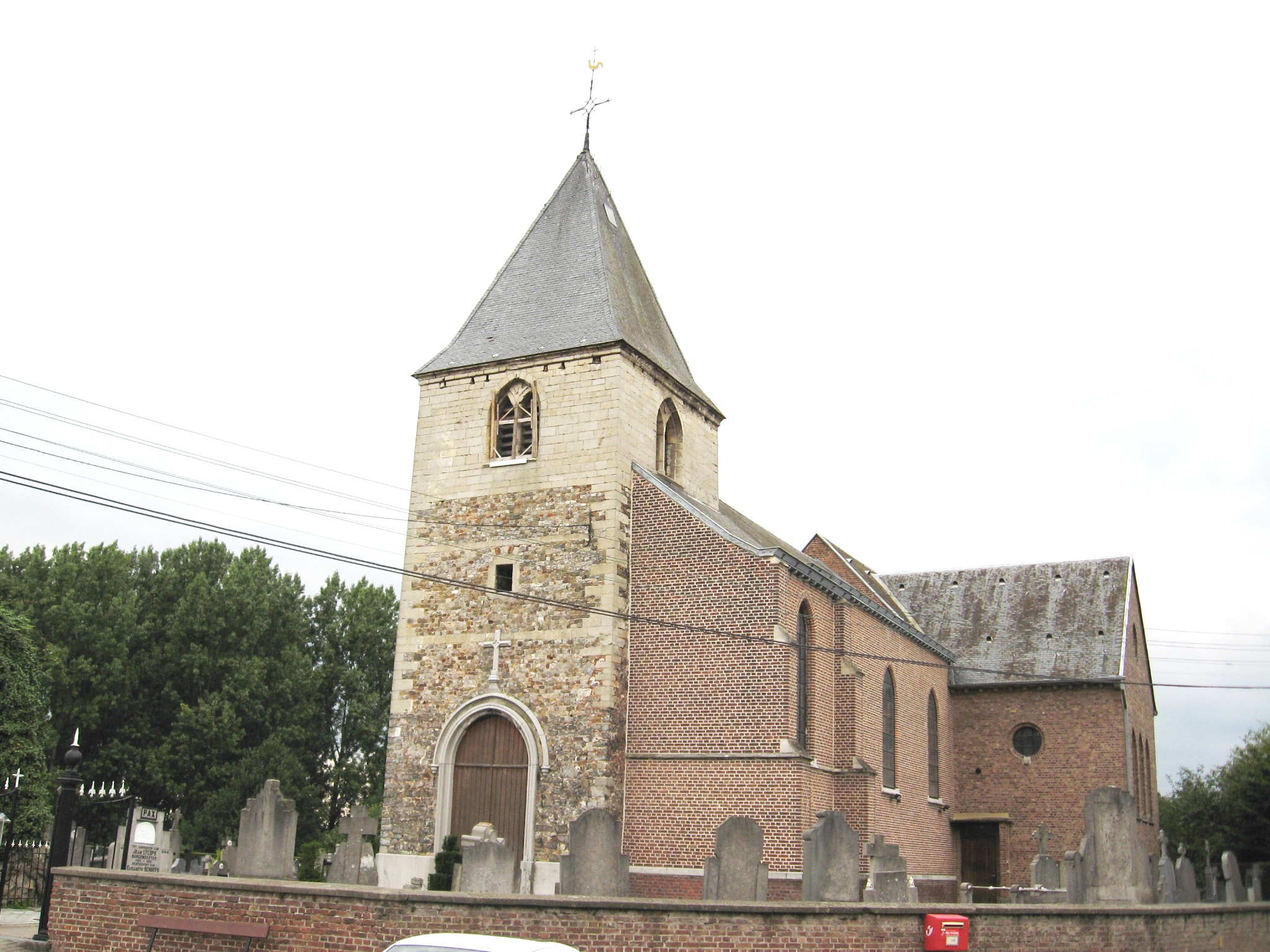
De Sint-Gertrudiskerk

## Natuur en landschap
Riksingen bevindt zich op de grens van vochtig- en droog-Haspengouw. De hoogte varieert tussen 80 en 120 meter. Ten westen van Riksingen ligt het brongebied van de Lerebeek, welke via de Mombeek en de Herk uiteindelijk in de Demer uitmondt. Het belangrijkste natuurgebied is het Hasselbos, dat zich ten noorden van het dorp bevindt.

## Grens Henis en Riksingen
Henis en Riksingen lijken gedeeltelijk samengegroeid waardoor het soms moeilijk om de juiste grens tussen de twee deelgemeenten in te schatten. In de volksmond wordt de Bilzersteenweg als grens gezien die de twee dorpen splitst: komende vanuit richting Tongeren bevindt Riksingen zich aan de linkerkant van de steenweg en Henis rechts. Maar dit klopt niet helemaal vermits enkele straten van Riksingen overlopen aan de andere kant van de steenweg. Omgekeerd is dit niet het geval.

## Verenigingsleven
De jeugd van het dorp heeft zijn eigen actieve vereniging, KLJ Riksingen, tevens de grootste jeugdgroepering van Noord-Tongeren. Er is ook een petanque- en kaartclub die iedere dinsdagnamiddag samenkomt in het Buurthuis. Dit is de zaal aan de Bilzersteenweg.
Tot '92 had het dorp zijn eigen voetbalvereniging, Fortuna Riksingen, maar dat jaar fusioneerde de club met de overburen uit Henis. Sindsdien zijn de terreinen in de Schabotsstraat te Riksingen de thuishaven van Eendracht Henis.
De parochie Riksingen viert de voorlaatste zondag van juni en eerste zondag van september zijn jaarlijkse kermis.

## Nabijgelegen kernen
Henis, Vrijhern, Neerrepen